# Perito-Moreno-Gletscher
Der Perito-Moreno-Gletscher, Bismarck-Gletscher oder Francisco-Gormáz-Gletscher ist einer der größten Auslassgletscher des Südlichen Patagonischen Eisfeldes, des größten Gletschergebietes der südamerikanischen Anden. Er befindet sich in Patagonien im Südwesten Argentiniens in der Provinz Santa Cruz mit einem Teil seines Ursprungs in der Region von Magallanes und Chilenische Antarktis, Chile.
Bekannt wurde der Gletscher vor allem dadurch, dass seine im Lago Argentino endende Gletscherzunge den südlichen Arm des Sees absperrte und aufstaute, der sich dann periodisch entleerte.
Benannt wurde der Gletscher nach Perito Moreno, einem argentinischen Geografen, der insbesondere Patagonien im 19. Jahrhundert erforschte. Heute gehört der Gletscher zu den größten Touristenattraktionen Argentiniens, er ist der meistbesuchte Ort des als UNESCO-Weltnaturerbe eingestuften Nationalparks Los Glaciares. Im Gegensatz zu den meisten Gletschern der Region zog sich der Perito-Moreno-Gletscher lange nicht zurück, die Massenbilanz zeigte keinen eindeutigen Trend.

## Morphologie

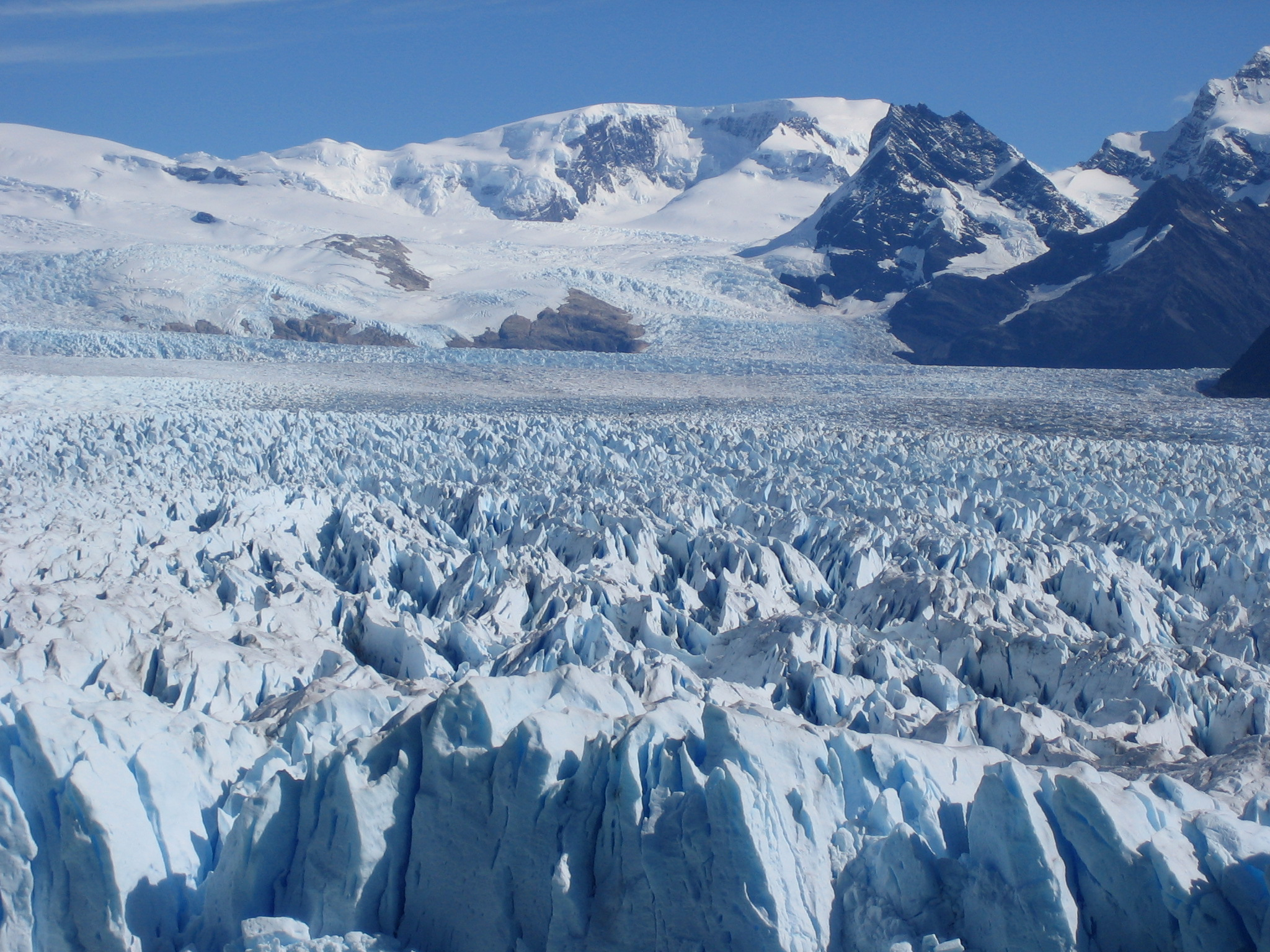
Gletscherspalten im unteren Teil des Gletschers nahe der Kalbungsfronten

Die Obergrenze des Gletschers wird an der kontinentalen Wasserscheide gezogen, die Eisscheide hat eine durchschnittliche Höhe von 2200 m, der höchste Punkt liegt auf  2950 m beim Cerro Pietrobelli. Von dort erstreckt sich der Gletscher über etwa 30 km ostwärts bis zum Lago Argentino. Basierend auf Satellitenaufnahmen von 1999 wurde eine Gletscherfläche von 254 Quadratkilometern ermittelt.
Der Gletscher erreicht den Lago Argentino an dessen südlichen Ausläufern und trennt zwei der Seitenarme voneinander, und zwar den Brazo Rico im Süden vom weiter nördlich liegenden Canal de los Témpanos. Zeitweise überbrückt der Gletscher den gesamten Seitenarm des Sees und erreicht das gegenüberliegende Ufer, ganz im Westen der Magellan-Halbinsel. Die Kalbungsfront im Canal de los Témpanos ist dabei 2,3 km lang, die im Brazo Rico 2,1 km und die Länge der Front an der Westseite Magellan-Halbinsel liegt bei 0,5 km. Die Höhe der Kalbungsfront liegt 55 bis 77 Meter über der Wasserlinie. Die tiefste Stelle in Frontnähe im Brazo Rico beträgt 110 m, im Canal de los Témpanos sind es 164 m. Der Gletscher bildet an keiner Stelle eine schwimmende Zunge. Die Kalbungsgeschwindigkeit ist in der Mitte der Front im Canal de los Témpanos am größten, dort wurde ein Wert von 795 Meter pro Jahr ermittelt.

## Periodische Aufstauung und Ausbruch des Brazo Rico
Aus dem ersten verwertbaren Foto des Gletschers von 1899 ist zu erkennen, dass das damalige Gletscherende einen Kilometer oberhalb der jetzigen Gletscherfront lag. In der Folgezeit stieß er vor, bis es 1917 zur ersten dokumentierten Aufstauung des Brazo Rico kam. In der Zwischenzeit kam es zu mehr als 20 solchen Aufstauungen und Entleerungen, typischerweise wiederholt sich der Vorgang alle zwei bis vier Jahre. Während der Aufstauung im Jahr 1965 wird von einem Wasserspiegelanstieg von 28,4 m im Brazo Rico berichtet, dies scheint aber übertrieben, da die Vegetation im Bereich des südlichen Seitenarms auf einen maximalen Anstieg von 23,5 Metern schließen lässt. Auch würde das Wasser bei einem Anstieg von mehr als 25 Metern über die tiefer liegenden Gebiete im nordöstlichen Bereich des Brazo Rico abfließen und so einen weiteren Anstieg verhindern.

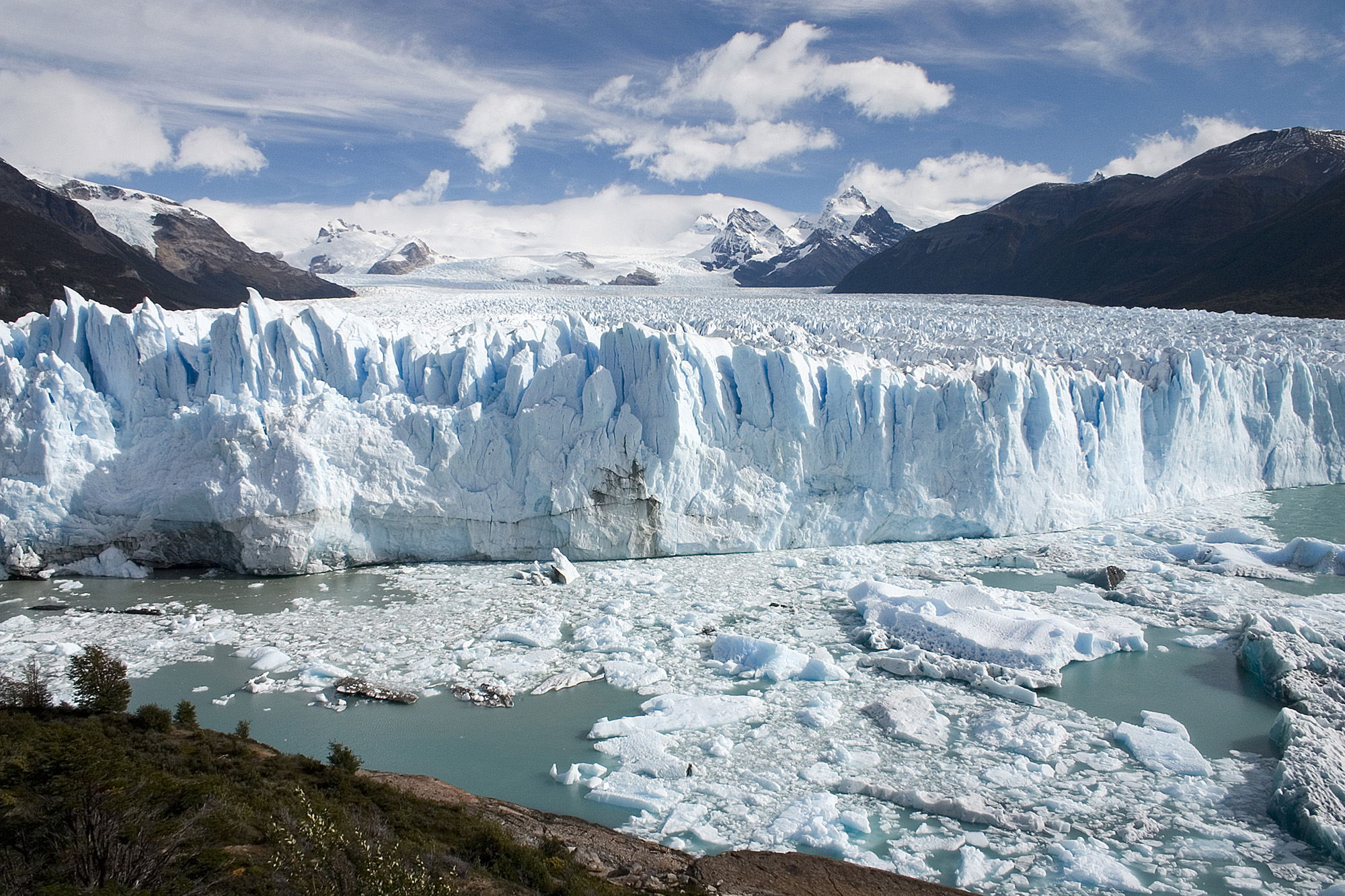
Gletscherfront von der Magellan-Halbinsel (März 2005), knapp ein halbes Jahr, bevor der Gletscher den Brazo Rico wieder vollständig absperrte

In den Jahren zwischen 1988 und 2003 erreichte der Gletscher mehrfach das gegenüberliegende Ufer, es kam allerdings nicht zu spektakulären Ausbrüchen, da das Wasser über Kanäle im Eis ablaufen konnte. Im Jahr 2003 stieß die Gletscherfront im Canal de los Témpanos um 100 bis 120 Meter vor, im Brazo Rico waren es 150 Meter. Im September 2003 sperrte der Gletscher schließlich den Abfluss des Brazo Rico vollständig ab. Die Fläche der südlichen Teile des Lago Argentino –  Brazo Rico und Brazo Sur – vergrößerte sich in der Folgezeit von ungefähr 150 km² auf 172 km², der Wasserspiegel stieg um 9,35 Meter. Am 11. März begann das Wasser durchzubrechen, zunächst durch Risse im Eis, die sich vergrößerten. Zwei Tage später brach ein 60 Meter hoher Teil der Eisfront zusammen. Bereits zwei Jahre später, am 13. März 2006, kam es zum nächsten derartigen Zusammenbruch des Eisdamms. Der folgende Ausbruch am 9. Juli 2008, dem argentinischen Unabhängigkeitstag, war der erste bekannte Zusammenbruch im Winterhalbjahr. Dieser ungewöhnliche Zeitpunkt könnte mit der Globalen Erwärmung im Zusammenhang stehen. Der bislang letzte Ausbruch ereignete sich am 12. März 2018 nachts.

## Entwicklung des Gletschers
Entgegen den meisten Gletschern der Region, zieht sich der Perito-Moreno-Gletscher nicht zurück. Die Massenbilanz der letzten Jahrzehnte zeigt keinen eindeutigen Trend. Die Ursache für dieses Verhalten könnte in der Geometrie des Gletschers liegen.
Dabei spielt zum einen das Gletscherende im Lago Argentino eine Rolle. Dort stößt der Gletscher an das gegenüberliegende Ufer des Sees an der Magellan-Halbinsel, zudem steigt die Wassertiefe vor den beiden Gletscherfronten rechts und links davon rapide an, was auch dort ein weiteres Vordringen des Gletschers verhindert, da die Kalbungsgeschwindigkeit sich mit zunehmender Wassertiefe beträchtlich erhöht. Die Kalbungsgeschwindigkeit ist dabei für in Süßwasser endende Gletscher ungewöhnlich groß, was dafür spricht, dass dies ein Grund ist, warum die Kalbungsfront des Gletschers in den letzten Jahrzehnten so stabil ist.
Ein weiterer Grund für die Stabilität des Perito-Moreno-Gletschers könnte darin liegen, dass der Gletscher im Bereich der Gleichgewichtslinie relativ steil ist; das Ansteigen dieser um 100 Meter bedeutet lediglich eine Verkleinerung des Nährgebiets um 4 Prozent.

## Geschichte
Der Gletscher hieß früher Bismarck-Gletscher. Im Jahr 1899 hatte ihn sein Entdecker, der deutsche Geologe Rudolph Hauthal, nach dem im Vorjahr verstorbenen ehemaligen Reichskanzler Otto von Bismarck benannt. Er wurde erst später nach Perito Moreno benannt, als Würdigung dessen Verdienstes als Entdecker und Anthropologe. In Deutschland war der Name Bismarck-Gletscher bis mindestens 1917 üblich.

## Umgebung
Die nächste größere Ortschaft ist das rund 80 km entfernte El Calafate, ein beliebter Ausgangspunkt für Touren durch den Nationalpark und zum Gletscher.

## Tourismus
Aufgrund seiner Größe und Zugänglichkeit ist der Perito Moreno eine der Haupttouristenattraktionen im südlichen Patagonien und der Gletscherabbruch gilt als eines der beeindruckendsten Naturschauspiele der Welt. Die Abbruchereignisse kommen der Region zugute, da sie eine enorme internationale Sichtbarkeit erzeugen, was sich in Einkommensquellen für die wachsende Tourismusentwicklung der Region niederschlägt, die ihren Hauptstandpunkt in der Stadt El Calafate hat. Die Stadt verfügt über einen internationalen Flughafen und viele Reiseveranstalter bieten tägliche Touren an. Ein großes Besucherzentrum vor Ort bietet einen Rundweg, der es den Besuchern ermöglicht, die Südflanke und den östlichen Rand des Gletschers zu besichtigen. In den letzten Jahren haben Trekkingtouren auf dem Eis an Beliebtheit gewonnen. Die beiden Standardtouren sind eine „Mini-Trekking“-Variante, die aus einer kurzen Wanderung von etwa eineinhalb Stunden besteht, und eine „Big Ice“-Variante, die in der Regel etwa fünf Stunden dauert. Die Tourunternehmen stellen den Kunden in der Regel Steigeisen zur Verfügung.